# Tây Bắc Trung Quốc

Miền Tây Bắc Trung Quốc

Miền Tây Bắc Trung Quốc là một phân vùng địa lý bao gồm 5 đơn vị hành chính cấp tỉnh gồm 3 tỉnh: Thiểm Tây, Cam Túc, Thanh Hải và 2 khu tự trị Ninh Hạ, Tân Cương, có tổng diện tích khoảng 3,2 triệu km2, chiếm đến 1/3 diện tích của cả nước Trung Quốc và dân số là 103,5 triệu người (2020). Ngoài ra, vùng phía Tây của Nội Mông cũng đôi khi được ghép vào Miền Tây Bắc.
Đây là khu vực có sự đa dạng về địa lý tự nhiên với các dạng địa hình cao nguyên, đồi núi, sa mạc.

## Đơn vị hành chính cấp tỉnh
| Tên tỉnh/khu tự trị | Tỉnh lỵ/Thủ phủ | Diện tích (km2) | Dân số (triệu người) | Tỉ lệ đô thị hóa (%) | Tổng sản phẩm GDP theo danh nghĩa (tỷ USD) | GDP trên đầu người theo danh nghĩa (USD) | GDP trên đầu người theo sức mua (USD) |
| ------------------- | --------------- | --------------- | -------------------- | -------------------- | ------------------------------------------ | ---------------------------------------- | ------------------------------------- |
| Thiểm Tây           | Tây An          | 205.800         | 39,529               | 62,66                | 379,59                                     | 9.603                                    | 15.739                                |
| Cam Túc             | Lan Châu        | 425.800         | 25,019               | 50,05                | 130,73                                     | 5.225                                    | 8.564                                 |
| Thanh Hải           | Tây Ninh        | 720.000         | 5,923                | 60,08                | 43,58                                      | 7.357                                    | 12.058                                |
| Ninh Hạ             | Ngân Xuyên      | 66.400          | 7,202                | 64,96                | 56,84                                      | 7.892                                    | 12.935                                |
| Tân Cương           | Ürümqi          | 1.664.900       | 25,852               | 56,53                | 200,04                                     | 7.738                                    | 12.683                                |